# Johannes Tornike
Johannes Tornike, eller Tornike Eristavi (georgiska: თორნიკე ერისთავი) var en georgisk general och munk. Han grundade Iviron-klostret (Athos).